# Pseudoyersinia andreae
La mantide di Galvagni (Pseudoyersinia andreae Galvagni, 1976) è un insetto mantoideo della famiglia Mantidae, endemico della Sardegna.

## Descrizione
Gli esemplari descritti sono tutti di sesso femminile, la morfologia del maschio non è nota.
Hanno un corpo allungato, con addome più largo del torace. Gli occhi sono tondeggianti e sviluppati, con ridotto tubercolo apicale. Ali e tegmine sono ridotte. La colorazione è verdastra con screziature brune su zampe e pronoto, una linea di colore beige e marrone percorre superiormente e longitudinalmente l'addome dividendolo a metà. La placca sotto-genitale è affusolata all'apice e i cerci sono corti e tozzi.

## Distribuzione e habitat
La specie è endemica della Sardegna centrale ed è rinvenibile in ambienti di macchia mediterranea montana.